# دارا شكوه
دارا شكوه (1024 - 1069 هـ / 1615 - 1659 م) هو الابن الرابع للسلطان شاه جهان ملك الهند وولي عهده، وكان صوفياً وأديباً.
هو محمد بن شاه جهان بن جهانگير بن أكبر بن همايون بن محمد بابر ابن عمر شيخ الگورگاني الهندي، الملقب بدارا شكوه، المشتهر بقادري. انخرط في الطرق الصوفية وصار منهم. خرج عليه أخوه الأصغر أورنكزيب عالم كير واتهمه بالالحاد وأمر باعدامه سنة 1069 هـ فأعدم.

## النشأة

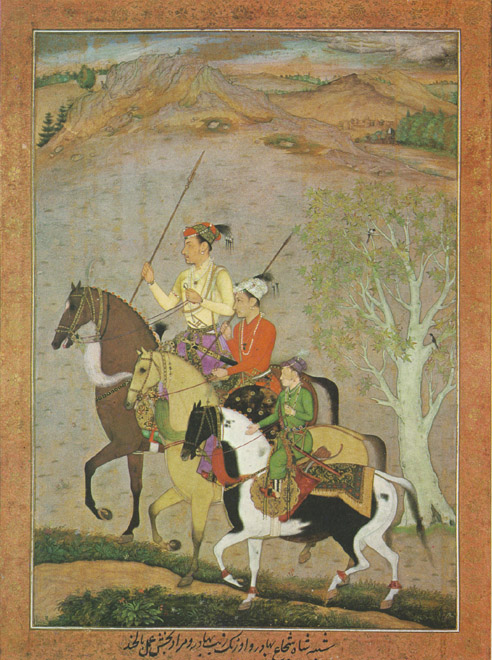
أشقاء دارا (من اليسار إلى اليمين) شاه شوجا وأورنجزيب ومراد بخش في سنواتهم الأصغر، حوالي 1637

ولد محمد دارا شيكوه في 11 مارس 1615 في أجمر، راجستان. وهو الابن الأول والثالث للأمير شهاب الدين محمد خُرَّم وزوجته الثانية ممتاز محل. تم تسمية الأمير من قبل والده. تعني كلمة «دارا» صاحب الثروة أو النجم بالفارسية بينما يتم تهجئة الجزء الثاني من اسم الأمير بطريقتين: شكوه (الرعب) أو شكو (الجلالة أو العظمة). وهكذا، يمكن ترجمة الاسم الكامل لدارا على التوالي «من رعب داريوس» أو «من عظمة داريوس». المؤرخة إيبا كوخ تفضل شكو (الجلالة أو العظمة).
كان لدارا شيكوه ثلاثة عشر شقيقًا، نجا ستة منهم حتى سن الرشد: جهانارا بيغوم، شاه شوجا، روشانارا بيجوم، أورنجزيب، مراد بخش، وجوهارا بيغوم. شارك في علاقة وثيقة مع أخته الكبرى جهانارا. كجزء من تعليمه الرسمي، درس دارا القرآن والتاريخ والشعر الفارسي والخط. كان مسلما متحررا وغير تقليدي على عكس والده وشقيقه الأصغر أورنجزيب.
في أكتوبر 1627، توفي الإمبراطور جهانجير، جد دارا، وتولى والده العرش في يناير 1628 واتخذ اسم الحاكم «شاه جهان». في عام 1633، تم تعيين دارا وليًا لأبيه. كان مع أخته الكبرى جهانارا أولاد شاه جيهان المفضلين.

## الزواج

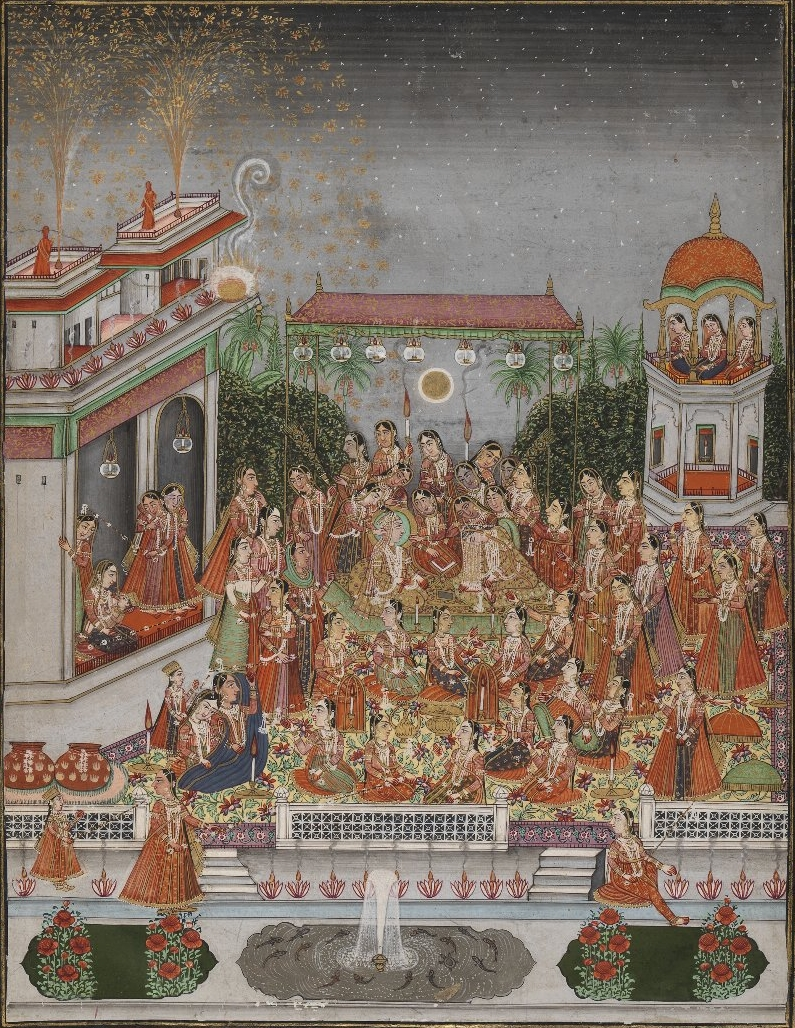
زواج دارا شيكوه وناديرا بيجوم 1875-90

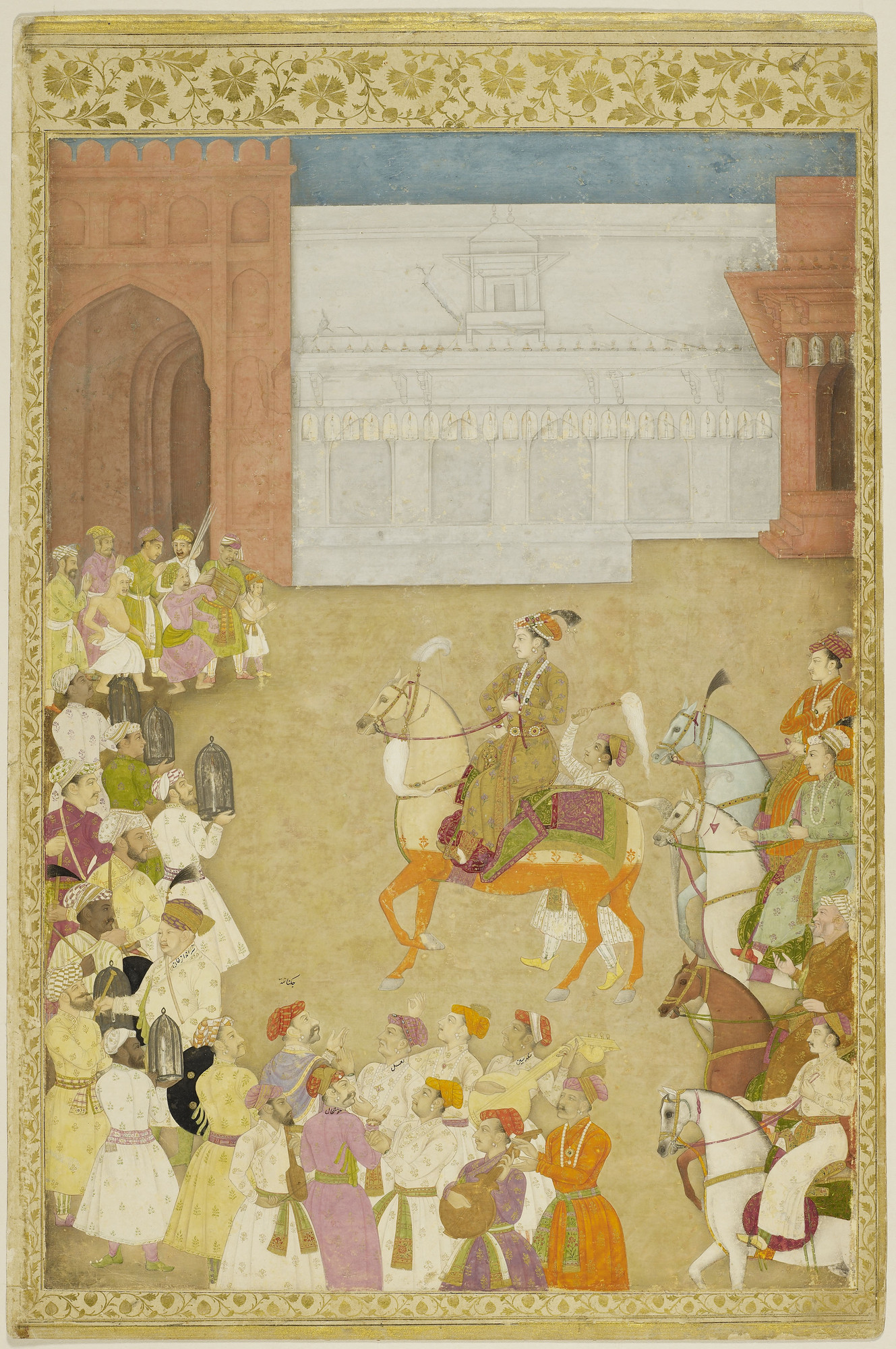
موكب زفاف دارا شيكوه، وخلفه شاه شجاع وأورنجزيب. صندوق رويال كولكشن، لندن.

خلال فترة حياة والدته ممتاز محل، كان دارا شيخو خاطبا لابنة عمه غير الشقيقة، الأميرة نادرة بنو بيجوم، ابنة عمه الأب سلطان برفيز ميرزا. تزوجها في 1 فبراير 1633 في أغرة؛ وسط الاحتفالات العظيمة والأبهة والعظمة. بكل المقاييس، كان دارا ونادرة مخلصين لبعضهما البعض وكان حب دارا لنادرة عميقًا لدرجة أنه على عكس الممارسة المعتادة لتعدد الزوجات السائدة في ذلك الوقت، لم يعقد أي زواج آخر. كان للزوجين الإمبراطوريين سبعة أطفال معًا، مع ولدين، سليمان شيكوه وسبيهر شيكوه وابنة جهانزيب بنو بيجوم، نجوا على قيد الحياة للعب أدوار مهمة في الأحداث المستقبلية.
أمر دارا، الراعي العظيم للفنون، بتجميع بعض الأعمال الفنية الراقية في ألبوم مشهور الآن باسم «ألبوم دارا شكوه». قدم دارا هذا الألبوم إلى «صديقته الحميمة» نادرة عام 1641.

## الخدمة العسكرية
كما كان شائعًا بالنسبة لجميع أبناء المغول، تم تعيين دارا شيخوه كقائد عسكري في سن مبكرة، حيث تم تعيينه كقائد لجيش قوامه 12000 جندي و6000 حصان في أكتوبر 1633. حصل على ترقيات متتالية، حيث تمت ترقيته إلى قائد 12000 جندي و7000 حصان في 20 مارس 1636، إلى 15000 جندي و9000 حصان في 24 أغسطس 1637، إلى 10000 حصان في 19 مارس 1638، إلى 20000 جندي و10000 حصان على 24 يناير 1639 وإلى 15000 خيل في 21 يناير 1642.
في 10 سبتمبر 1642، أكد شاه جيهان رسميًا أن دارا شيكوه هو وريثه، ومنحه لقب شاهزادا إي بولاند إقبال («أمير الثروة العالية») وترقيته لقيادة 20.000 جندي و20.000 حصان.[بحاجة لمصدر] في عام 1645، تم تعيينه سوبحدار (حاكم) الله أباد. تمت ترقيته إلى قيادة 30000 جندي و20000 حصان في 18 أبريل 1648، وعُين حاكمًا لمقاطعة غوجارات في 3 يوليو.

## الصراع مع أخوته
في 6 سبتمبر 1657، أثار مرض السلطان شاه جهان صراعًا يائسًا على السلطة بين الأمراء المغول الأربعة، على الرغم من أن دارا شكوه وأورنكزيب هما الوحيدان الواقعيان في الظهور منتصرين. كان شاه شجاع أول من اتخذ هذه الخطوة، وأعلن نفسه سلطان لمغول الهند في البنغال وسار باتجاه أغرا من الشرق. تحالف مراد بخش مع أورنكزيب.
هُزم دارا شيكوه من قبل أورنكزيب ومراد خلال معركة ساموغاره، على بعد 13 كم من أغرا في 30 مايو 1658. بعد ذلك، استولى أورنكزيب على حصن أغرا وخلع السلطان شاه جهان في 8 يونيو 1658.

## موته
بعد هذه الهزيمة وبسبب مطاردة قوات أورنكزيب له قرر الهرب إلى السند وحاول إنشاء جيش جديد ولجأ تحت حكم مالك جيوان (جنيد خان باروزاي)، الزعيم الأفغاني، الذي أنقذ الأمير المغولي حياته في أكثر من مناسبة من غضب شاه جهان. ومع ذلك، خان جنيد دارا شيكوه وسلمه (وابنه الثاني سبيهر شيكوه) إلى جيش أورنكزيب في 10 يونيو 1659.
تم إحضار دارا شيكوه إلى دلهي، ووضع على فيل قذر وطاف في شوارع العاصمة مقيد بالسلاسل.
تم تحديد مصير دارا شيكوه من خلال التهديد السياسي الذي شكله كأمير يحظى بشعبية لدى عامة الناس - وهو اجتماع للنبلاء ورجال الدين، دعا إليه أورنكزيب ردًا على خطر التمرد في دلهي، وأعلن أنه يمثل تهديدًا للسلم العام و مرتد عن الإسلام. اغتيل على يد أربعة من أتباع أورنكزيب أمام ابنه المرعوب ليلة 30 أغسطس (أو 9 سبتمبر) سنة 1659. بعد وفاته، تم دفن رفات دارا شيكوه في قبر مجهول في مقبرة همايان في دلهي.

## آثاره
له تصانيف وكان يترجم من الهندية إلى الفارسية. من آثاره: «سر الأسرار» و «مجمع البحرين» و «سكينة الأولياء» و «حسنات العارفين» و «حق نامه» و «سفينة الأولياء» وديوان شعر.

## روابط خارجية
- دارا شكوه على موقع الموسوعة البريطانية (الإنجليزية)